# Elecciones municipales de 2021 en Arica
Las elecciones municipales de Arica de 2021 tuvieron lugar el 15 y 16 de mayo de 2021, así como en todo Chile, para elegir a los responsables de la administración local, es decir, de las comunas. En el caso de la capital de la Región de Arica y Parinacota, esta eligió a su alcalde y a 10 concejales.

## Resultados
A continuación, los resultados según los datos del Servel con el 100% de las mesas escrutadas.

### Elección de Alcalde
| Candidato                 | Pacto                         | Partido | Votos  | %     | Resultado |
| ------------------------- | ----------------------------- | ------- | ------ | ----- | --------- |
| Gerardo Espíndola Rojas   | Frente Amplio                 | PL      | 20 992 | 32.94 | Alcalde   |
| Luis Iván Paredes Fierro  | Chile Digno, Verde y Soberano | IND     | 7 614  | 11.95 |           |
| Ricardo Sanzana Oteiza    | Independiente                 | IND     | 7 096  | 11.14 |           |
| Rayko Karmelic Pavlov     | Independiente                 | IND     | 6 906  | 10.84 |           |
| Paul Carvajal Quiroz      | Dignidad Ahora                | PH      | 5 867  | 9.21  |           |
| Giancarlo Baltolu         | Chile Vamos                   | EVOP    | 5 395  | 8.47  |           |
| Carlos Valcarce           | Independiente                 | IND     | 4 398  | 6.90  |           |
| Leonardo Borquez Castillo | Independiente                 | IND     | 4 334  | 6.80  |           |
| Rafael Ortega Aliaga      | Independiente                 | IND     | 1 118  | 1.75  |           |

### Concejales Electos
| Candidato                   | Pacto                         | Partido | Votos | %    |
| --------------------------- | ----------------------------- | ------- | ----- | ---- |
| Dolores Cautivo Ahumada     | Chile Digno, Verde y Soberano | PCCh    | 4.331 | 7,16 |
| Ninoska Gonzales Flores     | Chile Digno, Verde y Soberano | PCCh    | 1.151 | 1,91 |
| Juan Carlos Chinga Palma    | Chile Vamos                   | RN      | 5.812 | 9,61 |
| Carolina Medalla Alcayaga   | Chile Vamos                   | Ind./RN | 1.477 | 2,44 |
| Cristian Rodríguez Sanhueza | Frente Amplio                 | Ind./PL | 2.319 | 3,84 |
| Jorge Mollo Vargas          | Unidos por la Dignidad        | PDC     | 1.697 | 2,81 |
| Gabriel Fernández Canque    | Dignidad Ahora                | PH      | 1.036 | 1,71 |
| Mario Mamani Fernandez      | Unidad por el Apruebo         | Ind./PS | 1.281 | 2,12 |
| Daniel Chipana Castro       | Radicales                     | Ind./PR | 1.828 | 3,02 |
| Max Schauer                 | Chile Vamos                   | UDI     | 850   | 1,41 |